# Есіха
Есіха (ісп. Écija) — муніципалітет в Іспанії, у складі автономної спільноти Андалусія, у провінції Севілья. Населення — 40 534 особи (2010).
Муніципалітет розташований на відстані близько 340 км на південь від Мадрида, 85 км на схід від Севільї.
На території муніципалітету розташовані такі населені пункти: (дані про населення за 2010 рік)
- Ла-Асеньюела: 67 осіб
- Лос-Ареналес: 76 осіб
- Серро-Переа: 871 особа
- Есіха: 38551 особа
- Навалагрулья: 184 особи
- Ісла-дель-Вікаріо: 154 особи
- Ісла-Редонда: 3 особи
- Сан-Антон: 73 особи
- Вільянуева-дель-Рей: 179 осіб
- Ісла-Редонда-ла-Асеньюела: 376 осіб

## Демографія
Динаміка населення (INE ):

## Галерея зображень

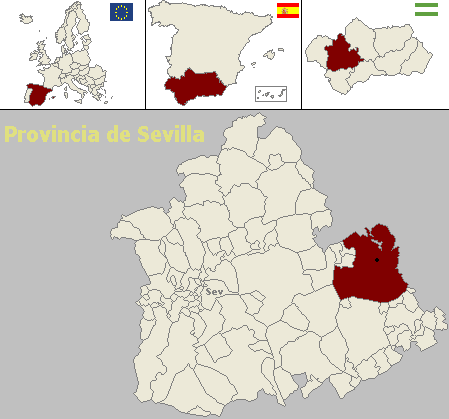
Розташування муніципалітету Есіха у провінції Севілья
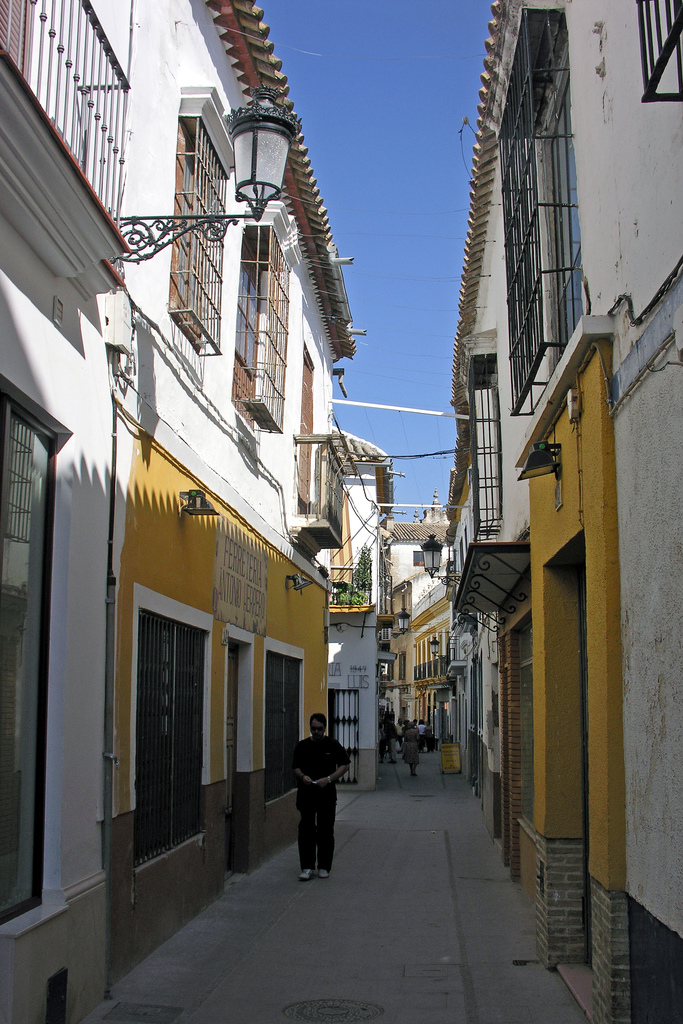
Есіха, типова вулиця
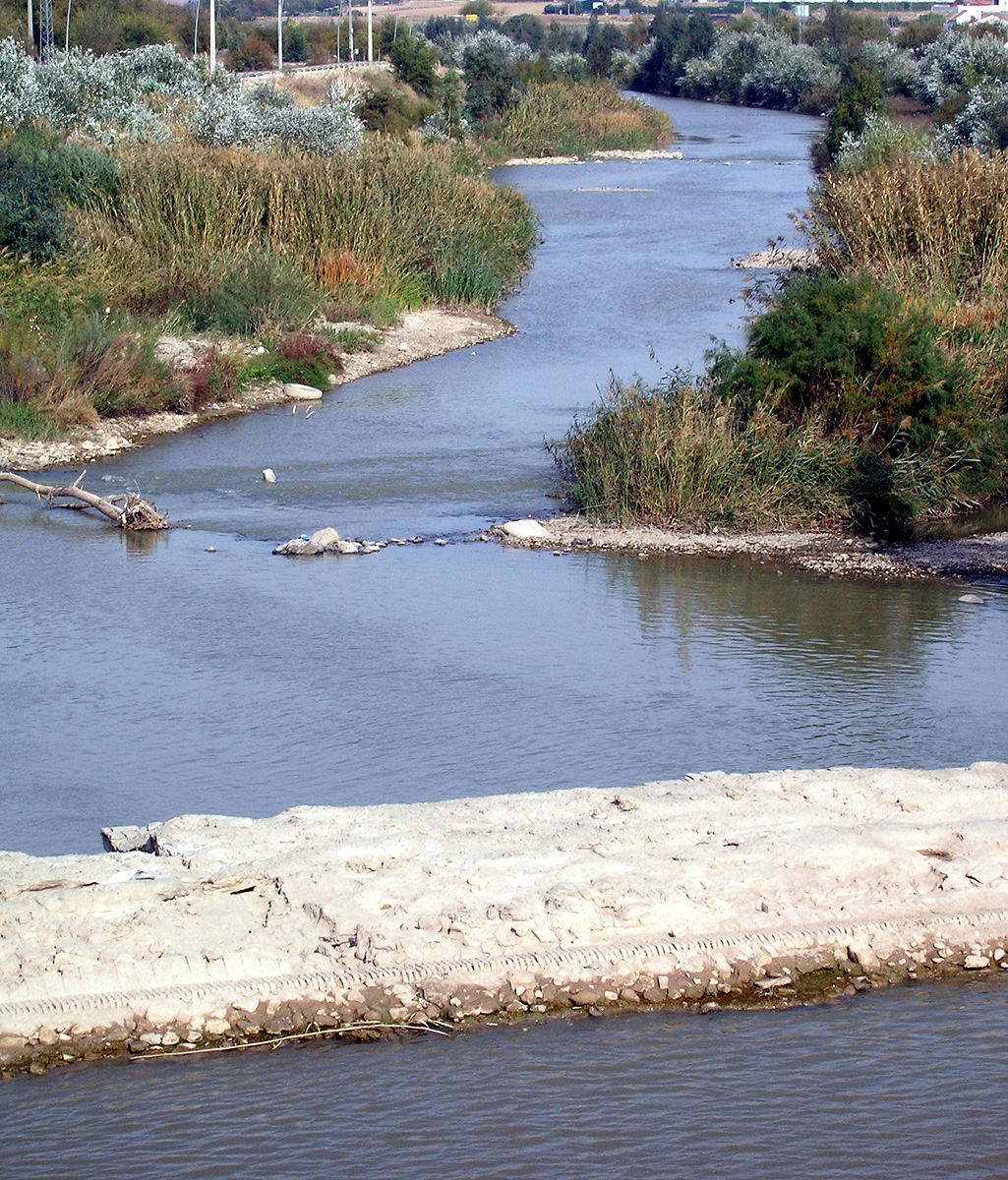
Річка Хеніль, Есіха
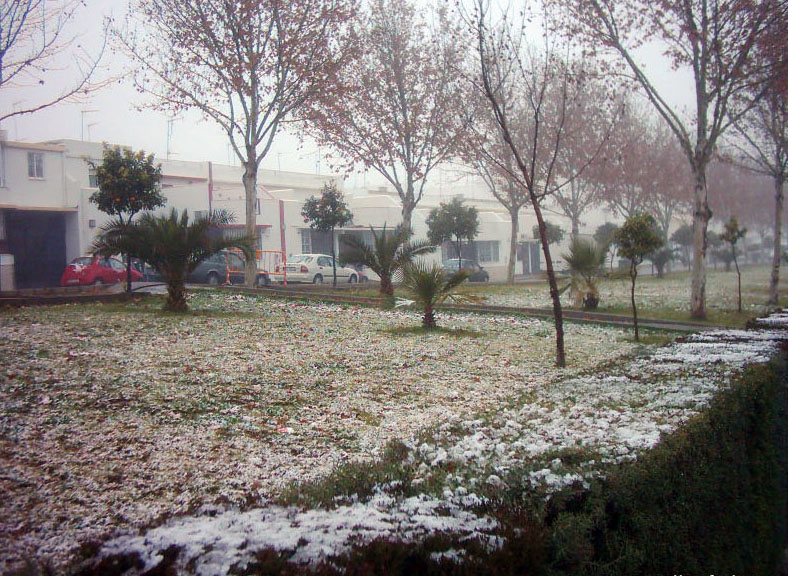
Есіха взимку 2006 року
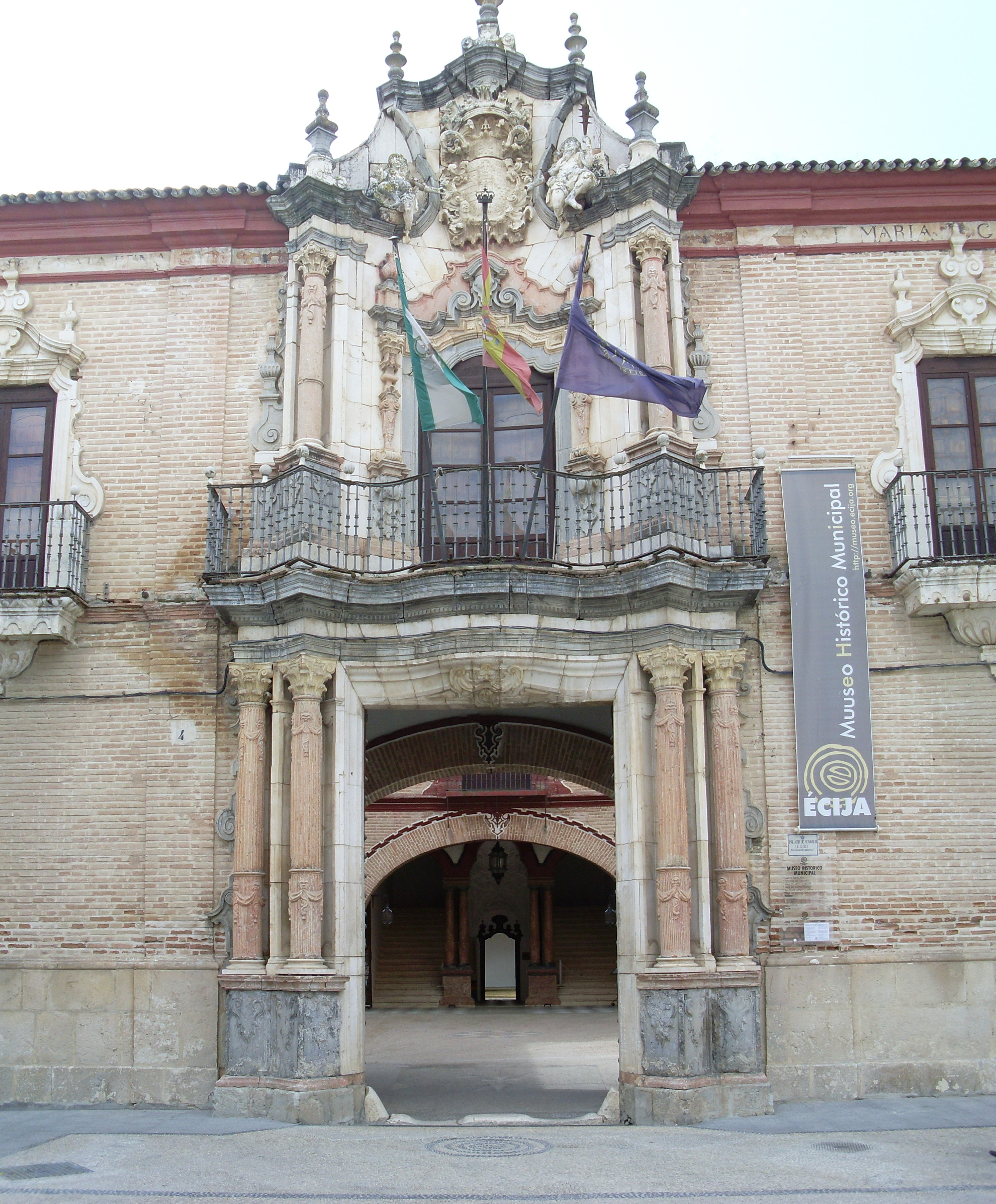
Палац Бенамехі, зараз муніципальний музей